# 차령
차령(車嶺)은 충청남도 천안시 광덕면과 공주시 정안면을 잇는 고개이다. 높이 190m이며 금북정맥이 지난다.

## 개요
옛날부터 남부지방과 중부지방의 경계였다. 철도는 차령을 비껴났지만 논산천안고속도로가 차령을 통과하여 다시 교통의 요지가 되었다. 차령 북쪽에서는 곡교천이 발원해 아산만 부근에서 삽교천과 합류하고, 남쪽에서는 정안천이 발원해 금강으로 흘러들어간다.

## 같이 보기
- 차령로
- 금북정맥